# Матриче (Фрозиноне)
Матриче је насеље у Италији у округу Фрозиноне, региону Лацио.
Према процени из 2011. у насељу је живело 91 становника. Насеље се налази на надморској висини од 252 м.